# Chacham
Chacham (auch: Chakam, Hacham, Hakham; aramäisch חכם, „Weiser“, pl. Chachamim) war ursprünglich die Bezeichnung für einen Weisen, welcher nicht zwingend jüdischer Herkunft sein musste. 
Insbesondere ist Chacham ein Titel für einen rabbinisch Gelehrten. Die Begriffsentwicklung bezeichnete mit Chacham dabei zunächst nur Gelehrte, denen nicht die Semicha zugesprochen ist, denen also die Berechtigung fehlt, gültige Entscheidungen in Fragen des Religionsgesetzes, der Halacha, zu treffen. Später erweiterte sich der Begriff auch für ordinierte Gelehrte.
Auch die spirituellen Führer der pharisäischen Bewegung wurden als Chachamim bezeichnet, sie galten nicht nur als Experten in der Halacha, (hebräisch הלכה; abgeleitet vom Verb הלך halach: „gehen“, „wandeln“) dem rechtliche Teil der Überlieferung des jüdischen Glaubens, sondern auch als Prediger. 
Im Sanhedrin, dem „Hohen Rat“, der lange Zeit die oberste jüdische religiöse und politische Instanz und gleichzeitig das oberste Gericht war, verwendete man den Begriff Chacham für eine „dritte Führungspersönlichkeit“ nach dem ranghöchsten Nasi (Fürst) und dessen Vertreter Av Beth Din. 
Der Plural Chachamim umfasst alle Amoräer und Tannaiten, die aramäisch auch „Rabbanan“ genannt werden. 
Bei den Sepharden bezeichnet Chacham den örtlichen Rabbiner, wobei der Titel „Rabbi“ unter dem Vorbehalt stand, extraordinären Gelehrten zugesprochen zu werden. Im Osmanischen Reich hieß der Oberrabbiner Cacham bashi.